# Lotus 3-Eleven

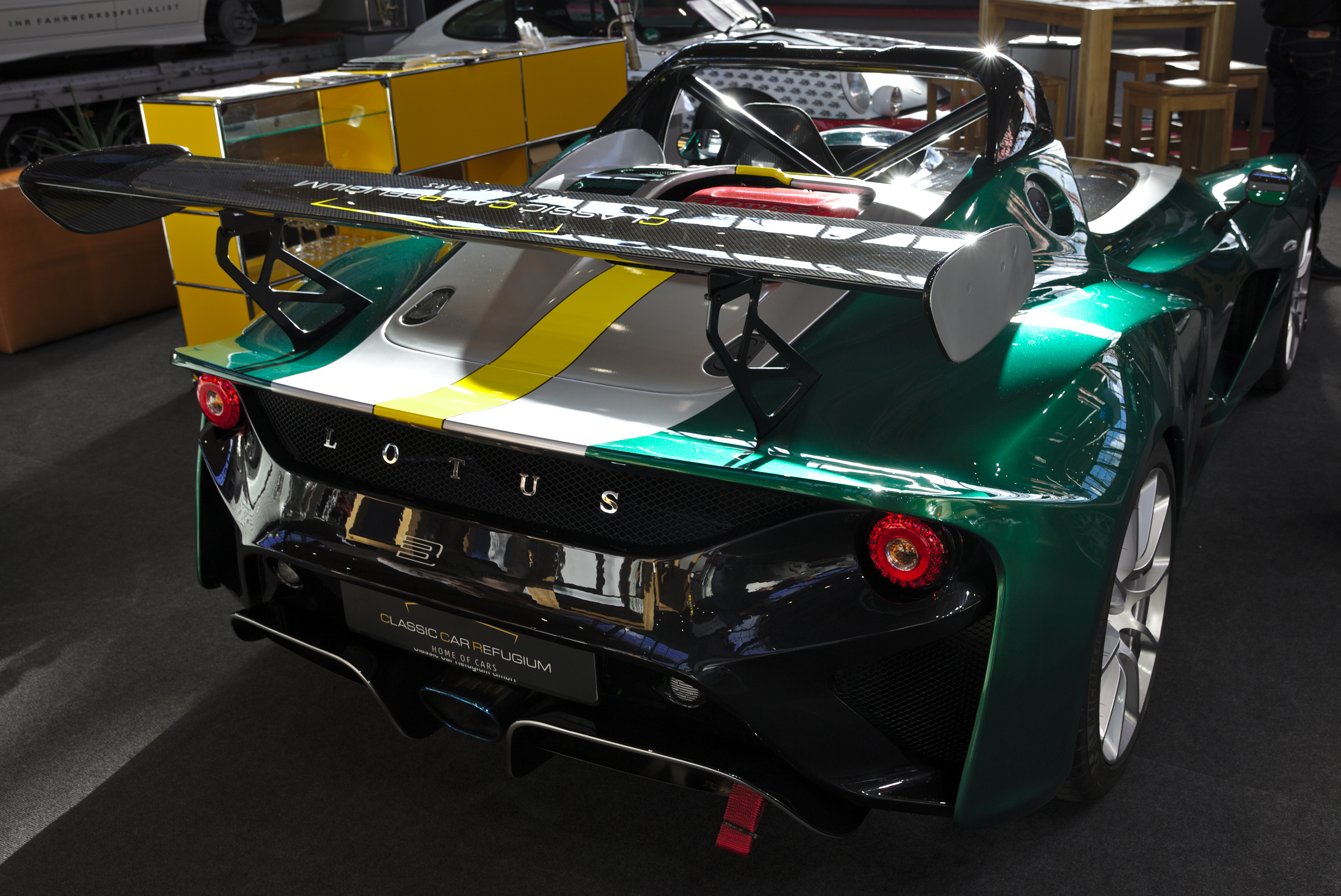
Vue de l'arrière.

La 3-Eleven est une voiture de course et de route du constructeur automobile Lotus présentée au Festival de vitesse de Goodwood en juin 2015 et qui a été commercialisée à partir de 2015.

## Présentation
La Lotus 3-Eleven est produite à 311 exemplaires, réparti entre la version homologuée pour la route (road) et la version course (cup).

## Série limitée
En 2018, Lotus propose une série limitée pour les 20 derniers exemplaires de la 3-Eleven sous la dénomination Lotus 3-Eleven 430 Final Edition.
Celle-ci reprend le V6 3.5 litres, hérité de la Lotus Evora GT430, dont la puissance passe à 436 ch (430 hp) et 440 N m de couple. La 430 Final Edition perd 5 kg, et les performances évoluent légèrement avec un 0 à 100 km/h effectué en 3,2 secondes et une vitesse maximale de 290 km/h.